# 内蒙古扁穗草
内蒙古扁穗草（学名：Blysmus rufus），为莎草科扁穗草属下的一种植物。分布于黑龙江、吉林、辽宁、内蒙古、新疆。